# Coppa Europa di atletica leggera 2006
La Coppa Europa di atletica leggera 2006 si è tenuta a Malaga, in Spagna dal 28 al 29 giugno.

## Classifiche finali

### Super league
| Pos. | Nazione     | Pt.  |
| ---- | ----------- | ---- |
| 1    | Francia     | 118  |
| 2    | Russia      | 116  |
| 3    | Regno Unito | 109  |
| 4    | Polonia     | 107  |
| 5    | Ucraina     | 103  |
| 6    | Spagna      | 99,5 |
| 7    | Italia      | 93   |
| 8    | Germania    | 86,5 |
| 9    | Finlandia   | 65   |

| Pos. | Nazione     | Pt.   |
| ---- | ----------- | ----- |
| 1    | Russia      | 155   |
| 2    | Polonia     | 111,5 |
| 3    | Ucraina     | 99    |
| 4    | Francia     | 98    |
| 5    | Germania    | 93    |
| 6    | Spagna      | 90    |
| 7    | Regno Unito | 85    |
| 8    | Svezia      | 81    |
| 9    | Romania     | 76,5  |